# Elatostema articulatum
Elatostema articulatum är en nässelväxtart som beskrevs av H. Winkl.. Elatostema articulatum ingår i släktet Elatostema och familjen nässelväxter. Inga underarter finns listade i Catalogue of Life.